# سنجاب ياباني
سنجاب ياباني (بالإنجليزية: Japanese squirrel)‏ هو نوع من السناجب التي تستوطن اليابان بالتحديد جزر هونشو وشيكوكو وكيوشو.